# Force Majeure (Tangerine Dream)
| Recensione | Giudizio |
| ---------- | -------- |
| AllMusic   |          |

Force Majeure, pubblicato nel 1979, è il dodicesimo album del gruppo di musica elettronica tedesco Tangerine Dream. Dopo Stratosfear, l'album segna un'ulteriore evoluzione dei Tangerine Dream verso la musica più melodica. Ad esempio, Cloudburst Flight, è un brano molto più legato al genere del rock progressivo che alla musica cosmica dei primi album della band.
La distorsione della sequenza del basso in Thru Metamorphic Rocks è stato il risultato di un transistor danneggiato nel mixer.
Un remix di Force Majeure dal titolo Lana è stato utilizzato sulla colonna sonora del film "Risky Business" e un estratto di Thru Metamorphic Rocks dal titolo Igneous è stato utilizzato su quella di "Strade violente".
Force Majeure è il quarto album dei Tangerine Dream più venduto in Europa e nel Regno Unito raggiunse la posizione n. 26.

## Tracce
1. Force Majeure – 18:18
2. Cloudburst Flight – 7:21
3. Thru Metamorphic Rocks – 14:15

## Formazione
- Edgar Froese - tastiere, sintetizzatori, chitarre elettriche e acustiche
- Christopher Franke - tastiere, sintetizzatori, sequencer e batteria elettronica
- Klaus Krieger – batteria occasionale
- Eduard Meyer – violoncello occasionale

## Crediti
Suonato da Edgar Froese, Chris Franke, Klaus Krieger e Eduard Meyer.
Composto e prodotto da Chris Franke e Edgar Froese.
Registrato in agosto e settembre del 1979 presso lo Studio Hansa di Berlino.
Tecnico del suono : Eduard Meyer.
Disegni e copertina di Monique Froese.

## Uscite Discografiche in LP
- Virgin Records Ltd. (1979) codice prima stampa inglese V 2111
- Virgin/Ariola (1979) codice prima stampa tedesca 200 347-320
- Virgin Dischi SpA (1979) stampa italiana
- Virgin International (1979) stampa internazionale

## Ristampe in CD
- Virgin Records Ltd. (1984) codice CDV 2111 (fabbricato in Germania Ovest per mercato inglese, tedesco, europeo)
- Virgin Records Ltd. (1988) codice V2-91012 (fabbricato USA per mercato americano)
- Virgin Records Ltd. (1990) codice VJCP-2518 (fabbricato in Giappone per mercato asiatico)
- Virgin Records Ltd. (1995) codice TAND 10 (fabbricato UK, Olanda, Francia, Italia "rimasterizzato")

## Detentori dei Diritti d'Autore
- 1979-1993 : Virgin Music (Publishers) Ltd.
- 1994 ad oggi : EMI Virgin Music Ltd.